# غرغر شکم

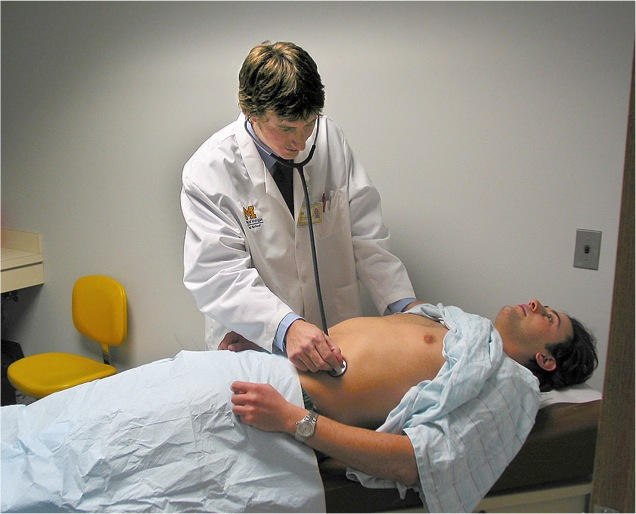
پزشک درحال شنود(سمع) صداهای شکمی بوسیله گوشی پزشکی

غُرغُر شکم یا بُربُریگموس (به انگلیسی: Borborygmus) در پزشکی٬ به صداهای ایجادشونده حفرهٔ‌شکمی بخاطر حرکات دودی در روده و سایر حرکات ماهیچه‌ای در محدوده آن گفته می‌شود.
غرغر شکم جزو نشانه‌های بیماری (سمپتوم)محسوب نمی‌گردد بطوریکه شنیدن صدا از شکم توسط قرار دادن گوش بر روی شکم یا با استفاده از گوشی پزشکی یک امر طبیعی و بخاطر روند هضم و وجود پریستالسی اتفاق می‌افتد ولی شدت غیرطبیعی در ریتم یا بلندی صدا یا شنیده شدن آن توسط اطرافیان می‌تواند نشانه‌ای از بیماری باشد.